# آی‌پی‌اس پنل
آی‌پی‌اس پنل (انگلیسی: IPS panel) مخفف این‌پلین سوئیچینگ (به انگلیسی: In-plane switching) یا کلیدزنی درون-صفحه‌ای یک فناوری صفحه‌نمایش برای نمایشگرهای کریستال مایع (ال‌سی‌دی) است. در آی‌پی‌اس لایه‌ای از کریستال‌های مایع بین دو سطح شیشه‌ای قرار می‌گیرد. مولکول‌های کریستال مایع به موازات آن سطوح در جهات از پیش تعیین شده قرار گرفته‌اند (این‌پلین).

## تاریخچه
| عنوان                | عنوان مخفف  | سال  | مزیت              | عبور/نسبت کنتراست | ملاحظات |
| -------------------- | ----------- | ---- | ----------------- | ----------------- | --- |
| سوپر تی‌اف‌تی          | آی‌پی‌اس      | ۱۹۹۶ | زاویه دید عمیق    | ۱۰۰/۱۰۰ سطح پایه  | اکثر پانل ها از رنگ واقعی 8 بیت در هر کانال نیز پشتیبانی می کنند. این بهبودها به قیمت زمان پاسخ کمتر، در ابتدا حدود 50 میلی ثانیه، انجام شد. پنل های IPS نیز بسیار گران بودند.                |
| سوپر آی‌پی‌اس          | اس-آی‌پی‌اس   | ۱۹۹۸ | بدون تغییر رنگ    | ۱۰۰/۱۳۷           | IPS has since been superseded by S-IPS (Super-IPS, Hitachi Ltd. in 1998), which has all the benefits of IPS technology with the addition of improved pixel refresh timing.الگو:Quantify       |
| سوپر آی‌پی‌اس پیشرفته  | ای‌اس-آی‌پی‌اس | ۲۰۰۲ | ضریب انتقال بالا  | ۱۳۰/۲۵۰           | AS-IPS, also developed by Hitachi Ltd. in 2002, improves substantiallyالگو:Quantify on the contrast ratio of traditional S-IPS panels to the point where they are second only to some S-PVAs. |
| پرووکتوس آی‌پی‌اس      | آی‌پی‌اس-پرو  | ۲۰۰۴ | نسبت کنتراست بالا | ۱۳۷/۳۱۳           | The latest panel from IPS Alpha Technology with a wider colour gamutالگو:Quantify and contrast ratioالگو:Quantify matching PVA and ASV displays without off-angle glowing.                    |
| آی‌پی‌اس آلفا          | آی‌پی‌اس-پرو  | ۲۰۰۸ | نسبت کنتراست بالا |                   | نسل بعدی IPS-Pro |
| نسل بعدی آی‌پی‌اس آلفا | آی‌پی‌اس-پرو  | ۲۰۱۰ | نسبت کنتراست بالا |                   | |

## فناوری

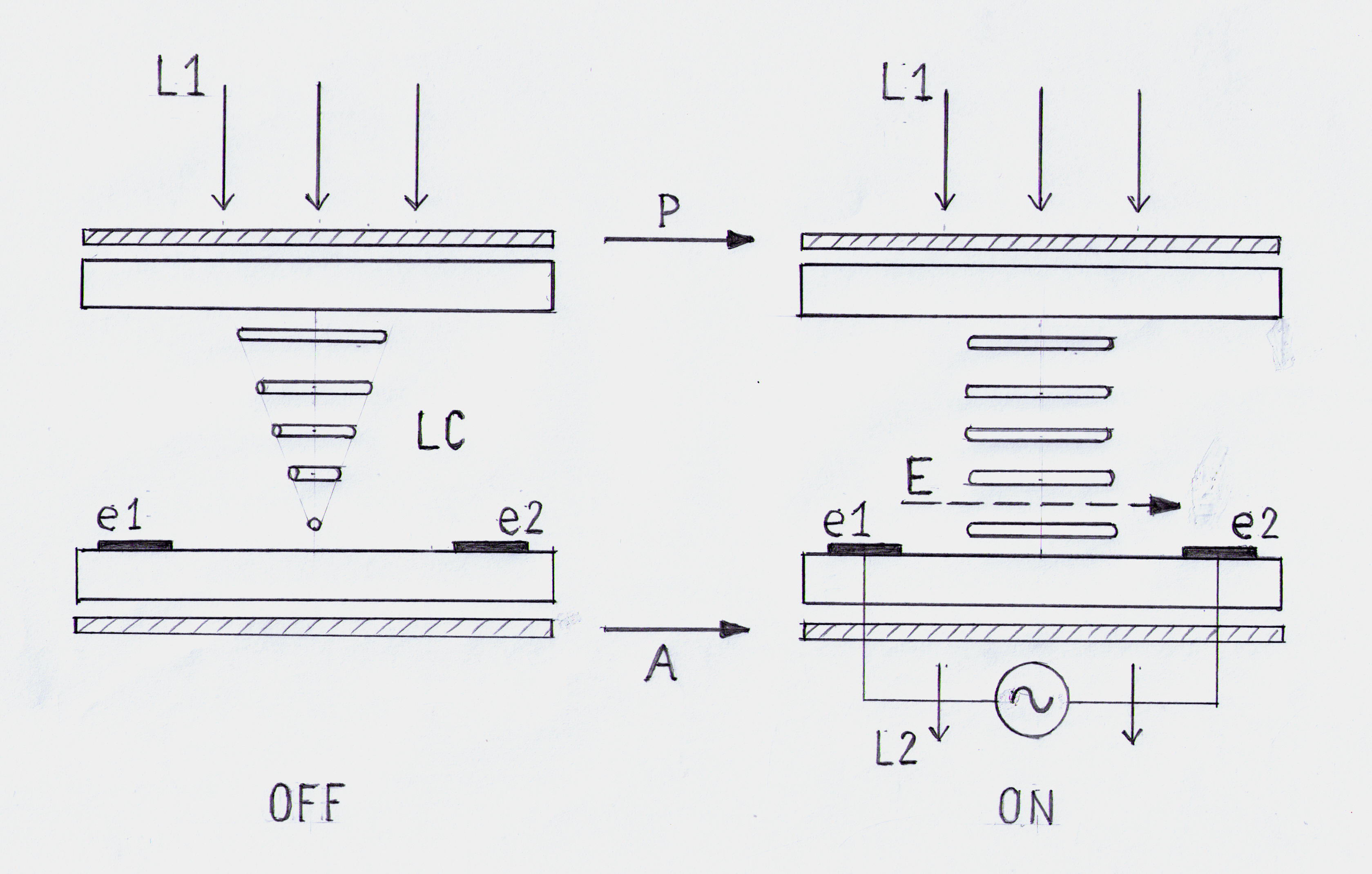
نمودار شماتیک نمایشگر کریستال مایع آی‌پی‌اس

### پیاده‌سازی
در این حالت، هر دو فیلترهای قطبنده خطی P و A دارای محورهای انتقال خود در یک جهت هستند.